# Paracollyria pulchripennis
Paracollyria pulchripennis là một loài tò vò trong họ Ichneumonidae.